# Trại hè dành cho thanh thiếu niên người Việt ở nước ngoài
Trại hè dành cho thanh thiếu niên người Việt ở nước ngoài là một chương trình giao lưu văn hóa thường niên giữa thanh thiếu niên người Việt ở nước ngoài và Tổ quốc Việt Nam. Tính đến năm 2017, Chương trình đã tổ chức được 12 lần. Ủy ban người Việt ở nước ngoài, Bộ Ngoại giao là đơn vị chủ trì tổ chức Chương trình này cùng với sự phối hợp với các Bộ, ngành, địa phương khác nhau. Mục đích của chương trình là tạo kết nối giữa thanh thiếu niên người Việt ở nước ngoài với quê hương Việt Nam. Một trong các hoạt động quan trọng là giao lưu văn hóa, tìm hiểu lịch sử, con người của quê hương Việt Nam. Trại hè là dịp để thanh thiếu niên Việt kiều gặp gỡ lẫn nhau và gặp gỡ thanh thiếu niên trong nước, giao lưu bằng tiếng Việt, tìm hiểu lịch sử, văn hoá, phong tục tập quán Quê cha đất Tổ, qua đó nâng cao hiểu biết về đất nước, con người và thế hệ trẻ Việt Nam, trau dồi tình cảm quê hương, khơi gợi những hoạt động hướng về đất nước.

## Các năm
- 2004: Thăm Hạ Long
- 2005: Đền Hùng, Hạ Long, Cố đô Huế, Hội An, Thánh địa Mỹ Sơn, địa đạo Củ Chi TPHCM[6]
- 2007: Hà Nội, Phú Thọ, Quảng Ninh, Đà Nẵng, Thành phố Hồ Chí Minh[7][8]
- 2008: Thành phố Hồ Chí Minh, Cần Thơ[9]
- 2009: Với chủ đề "Miền Đông đất đỏ" tại TP Hồ Chí Minh, Bình Dương và tỉnh Bà Rịa - Vũng Tàu[10]
- 2010: Với chủ đề: "Tìm về cội nguồn" tại Hà Nội, TP Hồ Chí Minh, Tiền Giang, Cần Thơ, Đà Nẵng, Bến Tre[11][12][13]
- 2011: tại Hà Nội, TP HCM và tỉnh Bình Thuận[14][15]
- 2012: Với chủ đề: "Tự hào hai tiếng Việt Nam" tại Hà Nội, Ngã Ba Đồng Lộc, Nghệ An, Côn Đảo[16][17]
- 2013: Với chủ đề "10 năm tiếng gọi cội nguồn" tại Hà Nội, Phú Thọ, Hà Giang, Thanh Hóa, Huế, Đà Nẵng, Quy Nhơn, TP Hồ Chí Minh và Cà Mau… trong đó có hoạt động dâng hương tại Đền Hùng, Thắp nến tri ân tại nghĩa trang Vị Xuyên (Hà Giang), Dự Lễ tưởng niệm anh linh các anh hùng, liệt sỹ; Tham quan cột mốc biên giới tại cửa khẩu Thanh Thủy (Hà Giang), Tham quan Bảo tàng Tỉnh Hà Giang, Tham quan Khu di tích Hồ Chí Minh (Lăng Bác, Chùa Một Cột); thăm Văn Miếu-Quốc Tử Giám, giao lưu với thanh niên Thanh Hóa tại Sầm Sơn: đốt lửa trại, văn nghệ... Dâng hương Đền thờ Quang Trung, tham quan Bảo tàng Quang Trung (Quy Nhơn)…[18]
- 2014:
- 2015:
- 2016: Với chủ đề "Tuổi trẻ kiều bào với di sản văn hóa dân tộc"
- 2017: Với chủ đề: "Tuổi trẻ kiều bào tự hào về đất phương Nam" tại TP. Hồ Chí Minh, Tiền Giang, Đồng Tháp, An Giang, Kiên Giang, Cần Thơ, Bạc Liêu, Sóc Trăng, Cà Mau.[19]
- 2018: Với chủ đề: "15 năm nối vòng tay lớn" tại 11 địa phương ở cả ba miền Bắc - Trung - Nam với sự tham gia của 120 đại biểu, tuổi từ 16-24 (62 nam, 58 nữ) về từ 29 quốc gia thuộc 4 châu lục (châu Á: 11; châu Âu: 16; châu Mỹ: 2, châu Phi: 1). Cụ thể là kiều bào ở các nước: Algierie, Anh, Áo, Ấn Độ, Ba Lan, Bỉ, Bungary, Kazakhstan, Campuchia, Canada, Qatar, Đức, Hungary, Indonesia, Lào, Litva, Malaysia, Mỹ, Nga, Nhật Bản, Phần Lan, Romania, Czech, Slovakia, Tây Ban Nha, Thái Lan, Trung Quốc, Ukraina, Italy.[20][21]
- 2019: Tối 12/7/2019, lễ khai mạc Trại hè Việt Nam 2019 do Ủy ban Nhà nước về người Việt Nam ở nước ngoài - Bộ Ngoại giao phối hợp với UBND tỉnh Thái Nguyên tổ chức đã diễn ra trọng thể tại Trung tâm Văn hóa nghệ thuật tỉnh Thái Nguyên. Tham gia sự kiện có 155 đại biểu thanh, thiếu niên kiều bào trở về từ 29 quốc gia và vùng lãnh thổ, cùng đông đảo học sinh, sinh viên tỉnh Thái Nguyên.[22] Trại hè năm 2019 có chủ đề "Hành trình về nguồn cội". Các đại biểu được thăm Hà Nội, Thái Nguyên, Nghệ An, Hà Tĩnh, Quảng Trị, Hội An, Đà Nẵng, Quảng Ngãi, Ninh Thuận và TP. Hồ Chí Minh.[23]

## Đánh giá
Theo Thứ trưởng Ngoại giao Việt Nam, Nguyễn Phú Bình: "Với các hoạt động phong phú, bổ ích như tham quan di tích lịch sử, du lịch, thăm các làng nghề truyền thống, các cơ sở kinh tế, nhà máy, xí nghiệp hiện đại và giao lưu với thanh niên địa phương các tỉnh Phú Thọ, Hải Dương, Quảng Ninh, Huế, Đà Nẵng, Khánh Hoà, Bình Thuận, thành phố Hồ Chí Minh, Vũng Tàu, Tiền Giang…, các bạn trẻ thanh niên Việt Nam ở nước ngoài có dịp thăm lại quê cha, đất Tổ,  tận mắt chứng kiến được những thay đổi to lớn về mọi mặt của đất nước... Đặc biệt đây cũng là dịp tốt để thế hệ trẻ thanh thiếu niên ở trong và ngoài nước gặp gỡ, giao lưu với nhau".